# Buchnera disticha
Buchnera disticha är en snyltrotsväxtart som beskrevs av Carl Sigismund Kunth. Buchnera disticha ingår i släktet Buchnera och familjen snyltrotsväxter. Inga underarter finns listade i Catalogue of Life.